# Ява (мотоцикл)
Ява (Jawa) — марка дорожных мотоциклов, производимых в Тинце-над-Сазавоу (Чехословакия) одноимённым концерном. Мотоциклы Jawa были доступны в продаже на территории СССР.
Название мотоциклов «Ява» является сокращением от имени владельца фабрики Франтишека Янечека (чеш. František Janeček) и от названия фирмы «Вандерер» (Wanderer), у которой предприниматель купил оборудование и лицензию на производство первых мотоциклов под маркой «Ява».

## История
Первая модель «Явы», выпускавшаяся по лицензии Wanderer с 1929 г., имела четырёхтактный двигатель объёмом цилиндров 500 см³, была достаточно сложной, дорогой и не пользовалась спросом. Успех к марке пришёл с освоением в 1931 г. лёгкого мотоцикла с двухтактным двигателем с объёмом цилиндра 175 см³. В 1934 г. была освоена четырёхтактная «Ява» с объёмом двигателя 350 см³, затем — двухтактная с объёмом двигателя 250 см³. В 1937 г. начался выпуск мотовелосипеда «Ява-Робот».
После оккупации Чехословакии в 1938 г. завод перешёл под контроль немецких властей и начал производство военной техники. Однако разработка новых моделей мотоциклов на нём продолжилась. К концу 1944 г. предприятием были подготовлены к производству новые модели мотоциклов с двухтактными двигателями объёмом 250 и 350 см³ и задней подвеской свечного типа конструкции DKW.
После освобождения Чехословакии завод был национализирован и уже в мае 1945 г. возобновил производство мотоциклов. В 1946 г. новая модель «Явы 250» произвела сенсацию на выставке в Париже, завоевав золотую медаль. За мягкость хода мотоцикл получил прозвище «Перак» (пружинящий).
В 1953 г. был начат выпуск нового семейства мотоциклов «Ява» с двухтактными двигателями объёмом 250 и 350 см³ и маятниковой задней подвеской. Мотоциклы производились совместно с другим чешским предприятием CZ.
В 1970 г. началось производство новой серии мотоциклов «Ява 250—623» и «350-633», отличавшихся оригинальным дизайном. Мотоциклы имели хребтовую раму и двигатель с раздельной системой смазки. В 1973 г. в серию пошла модель «Ява 350—634» с дуплексной закрытой рамой и новым мотором. Производство мотоциклов с объёмом двигателя 250 см³ прекратилось. После модернизации в 1984 г. модель получила индекс 638 и с небольшими изменениями продолжает выпускаться. Общее количество выпущенных мотоциклов «Ява» в 1980-х годах превысило 3 млн шт.
На совместном предприятии «Ява-Индия» под маркой «Езди» с 1960 года выпускались модели «Ява 250», а с 1983 года — «Ява 350».
Во времена ЧССР до 99 % продукции экспортировалось, главным образом в социалистические страны, а ведущим импортёром был СССР. После распада СЭВ производство мотоциклов «Ява» резко сократилось, однако предприятию удалось остаться на плаву и сохранить производство мотоциклов оригинальной конструкции. Ассортимент моделей расширился и включает в себя мотоциклы с более мощными двигателями Rotax и Honda.
В ноябре 2018 года в Мумбаи (Индия) состоялась презентация абсолютно новых мотоциклов Jawa. В рамках показа были представлены три новых мотоцикла, укомплектованные антиблокировочной системой ABS — классическая Jawa, Jawa «Forty-Two» и кастом-байк на базе «Явы» под названием «Perak». Если первые две из перечисленных моделей стали доступны к предзаказу со дня презентации, то кастом-байк будет продаваться чуть позже.
В апреле 2020 года было анонсировано появление мотоциклов Jawa на европейском рынке. Jawa Classic, Jawa Forty-Two и Jawa Perak.

## Мотоцикл в СССР
СССР был основным импортёром «Явы». Только в период с 1963 по 1983 год в Советский Союз было поставлено 1,5 миллиона мотоциклов разных моделей.
Постоянная проблема с приобретением запчастей в некоторой степени решалась с помощью заказов через «Посылторг».
Последняя модель «Яв», поставлявшаяся в СССР в конце 1980-х, начале 1990-х годов — «Ява 350—638». Первая «Ява 638» появилась в 1984 году и носила индекс 5. Она была схожа с моделью «634-7». Отличиями были новый двигатель, электрика с напряжением 12 вольт, новая передняя вилка. Переднее крыло окрашивалось в красный цвет, а заднее — в чёрный. У «634»-й модели крылья окрашивались в светло-серый цвет. Также на комбинации приборов лампочка нейтральной передачи получила зелёный цвет. Тахометр получил зелёную шкалу (Economic).
В 1986 году появилась «Ява 350-638-00», за характерную форму задней части её ещё называли «Пенал». Ещё её называли «Банан» или «Белка» из-за заднего спойлера. В 1989 году появилась «Ява 350—638» с индексом 1-03, которая получила народное название «Люкс», «Супер» и «Обрубок». Она отличалась выпускными патрубками большей длины, а соответственно и большего радиуса изгиба, что привело за собой эффект задранных глушителей. Сами же глушители стали короче по длине (как у модели «634») и получили с внутренней стороны выштамповки в районе установки амортизаторов, изменилось верхнее крепление задних амортизаторов на раме. Также место металлических шильдиков, расположенных на бензобаке и боковых крышках, заняли наклейки. В том же году появилась модель «638-1-04» (Twin Sport), с другими наклейками и амортизаторами от мотоцикла Cezet 472.6.
С 1971 года до конца 1980-х годов в Советском Союзе регулярно проводились «Слёты друзей Явы». Они проходили в самых разных городах страны, первый слёт прошёл в Одессе, потом были Кишинёв, Рига, Москва, Баку, Тбилиси, Харьков, Полтава и другие. На слёты съезжались владельцы мотоциклов «Ява» со всей страны. Некоторые слёты проходили непосредственно в Чехословакии, с участием советских мотолюбителей. В рамках слётов всегда проводились соревнования. Одно из них дало толчок к началу проведения чемпионатов СССР по мототриалу.

## Мотоспорт
Мотоциклы «Ява» успешно выступали в спорте, в частности в мотокроссе и шестидневных соревнованиях Эндуро. Особенно значительные успехи были достигнуты в спидвее и спидвее на льду. В 1960-70-х годах мотоциклы «Ява» с четырёхтактными двигателями были одними из лучших в мире мотоциклов для спидвея. На них выступали многократные чемпионы мира по спидвею Барри Бриггс (en:Barry Briggs), Айвен Мейджер (en:Ivan Mauger), Оле Ольсен (Ole Olsen) и многие другие спортсмены. На мотоциклах «Ява» неоднократно становились чемпионами мира по спидвею на льду советские и российские гонщики Габдрахман Кадыров, Сергей Тарабанько, Анатолий Бондаренко, Николай Красников и другие. Российская сборная команда по спидвею на льду продолжает использовать мотоциклы «Ява».

## Мопеды
Чешский бренд мотоциклов Jawa производил не только мотоциклы, но и много моделей мопедов, таких, как «Jawa Stadion S11», «Jawa 50 Pioner», «JAWETTA 551», «Jawa Babetta».

## Модели

### Старые модели
- Jawa 500 OHV Rumpál (1929);
- Jawa 175 Villiers (1932);
- Jawa 350 SV (1934);
- Jawa 350 OHV SPECIÁL (1935);
- Jawa 250 (Zweitakter) (1935);
- Jawa-Robot 100 (1937);
- Jawa 250 Duplex Blok (1939);
- Jawa 250 Pérák typ 10, 11 (1946);
- Jawa 350 (Ogar) typ 12 (1948);
- Jawa 500 OHC typ 15 (1952);
- Jawa 250 Sport (1954);
- Jawa-CZ 150 typ 352 (mezityp) (1954);
- Jawa 250 typ 353 (1954);
- Jawa 350 typ 354 (1954);
- Jawa 50 Pionýr (1955);
- Jawa-CZ 125 typ 351 (mezityp) (1956);
- Jawa 175 typ 356 (1956);
- Jawa 250 typ 559 (1957);
- Jawa 50 typ 05/Jawa 05;
- Jawa 50 typ 220.100;
- Jawa 50 typ 223.200;
- Jawa 50 typ 550;
- Jawa 50 typ 551 Jawetta Standard (1959);
- Jawa 50 typ 555 Pionýr (1958);
- Jawa 50 typ 20;
- Jawa 50 typ 21;
- Jawa 250 Kývačka typ 559/03 Automatic (1963);
- Jawa 350 Kývačka Automatic typ 360/01 (1965);
- Jawa 350 Road King typ 361 (1965);
- Jawa 250 typ 590 (1965);
- Jawa 250 typ 559/05 Automatic (1966—1968);
- Jawa 350 Californian IV typ 362, 363 (1969);
- Jawa 23 (genannt JAWA Mustang, 50 cm³);
- Jawa 25;
- Jawa 350 UŘ typ 633/1 Bizon (1970);
- Jawa 350 typ 634, 634.5 (1973—1982);
- Jawa 350 typ 638 (1984—1991);
- Jawa 350 typ 639 (1990);
- Jawa 125 Dandy (1998);
- Jawa 50 Dandy typ Minarelli (1999);
- Jawa 125 Dakar (2003);
- Jawa 650 typ 836 (2004);
- Jawa 650 Classic (2004);
- Jawa 650 Style (2005);
- Jawa 650 Dakar (2006);
- Jawa 250 Travel (2007);
- Jawa 660 Sportard/Vintage (2011);

### Мотоциклы, продающиеся в настоящее время
- Jawa 350 typ 640 (Стиль/Ретро, 1991);
- Jawa 350 OHC (2017);
- Jawa 300 CL (2018) (лицензионное производство в Индии)
- Jawa RVM 500 — (2020) ( производство в Китае под аргентинским брендом)

## Массовая культура
«Ява» (название повторяется несколько раз) фигурирует в завершающем эпизоде сатирического мультфильма-комедии «Савушкин, который не верил в чудеса».
«Ява» также появляется в ряде других фильмов и мультфильмов.
Группа «Сектор Газа» посвятила мотоциклу песню с одноимённым названием «Ява»